# العاشق: صراع الجواري (مسلسل)
العاشق: صراع الجواري (2019) هو مسلسل تاريخي يتناول سيرة المتصوف، الحُسين بن منصُور الحلَّاج، في إطار تاريخي تخيُّلي، حيث تبدأ الحكاية في العصر الثَّاني للخلافة العبَّاسيَّة سنة 265 هـ / 879 م، وما شهدته تلك الفترة من اضطرابات وفوضى في البلاد، وأثر ذلك على الحياة الإجتماعيَّة والسياسيَّة والإقتصاديَّة. المسلسل من إخراج علي محي الدين علي، ومن إنتاج شركة أي سي ميديا برودكشن الإماراتيَّة، وكتابة أحمد المغربي.

## طاقم التمثيل
| الشَّخصية                  | المؤدي        |
| ------------------------ | ------------- |
| الحُسين بن منصُور الحلَّاج   | غسَّان مسعود    |
| السَّيدة شغب               | فاطمة ناصر    |
| جعفر المُقتدر بالله       | أنس طيَّارة     |
| النَّخاس النظل             | منذر رياحنة   |
| ثمل القهرمانة            | نورا العايق   |
| فاطمة القهرمانة          | نانسي خوري    |
| هيلانة                   | مرح ديوب      |
| زيدان القهرمانة          | نور أحمد      |
| أم موسى القهرمانة        | لينا أحمد     |
| خاطف                     | مديحة كنيفاتي |
|                          | خالد القيش    |
| أبو عمر القاضي           | علاء قاسم     |
| عليُّ المُكتفي بالله        | زامل الزَّامل   |
| هزارا                    | ركين سعد      |
| حرز                      | رشا بلال      |
| جحظة البرمكي             | زهير رمضان    |
| الوزير الخاقاني          | كرم الشعراني  |
| الوزير ابن الفُرات        | جمال شقير     |
| الجنيد البغدادي          | نجاح سفكوني   |
| عليُّ بن عيسى              | فاروق الجمعات |
| عبد الله بن المعتز بالله | مالك محمد     |
| وردة                     | رفيف البوظة   |
| ابن عبدون                | أكرم الحلبي   |
| سوسن                     | محمد قنوع     |

## الانتقاد
تعرَّض العمل للانتقاد قبل عرضه بأسابيع، حيث اشتدت الحملة عليه قبل بدء شهر رمضان بأيام قليلة، بحجة أن المسلسل يُروج للصُّوفيَّة ووحدة الأديان والزَّندقة وغيره من التهم. مُنع المُسلسل من العرض على تلفزيون أبو ظبي، إلا أنه عرض على روتانا دراما.